# Марківське (Старобільський район)
Маркі́вське — село в Україні, у Марківській селищній громаді Старобільського району Луганської області. Населення становить 306 осіб.
Село постраждало внаслідок геноциду українського народу, вчиненого урядом СРСР у 1932—1933 роках, кількість встановлених жертв — 28 людей.

## Також
- Перелік населених пунктів, що постраждали від Голодомору 1932-1933, Луганська область